# Valentina Visconti, Duquesa de Orleães
Valentina Visconti (Pavia, 1371 — Castelo de Blois, 4 de dezembro de 1408) foi uma condessa soberana de Vertus, e duquesa consorte de Orleães como a esposa de Luís de Valois, duque de Orleães, o irmão mais novo do rei Carlos VI de França.
Nascida em Milão como a segunda dos quatro filhos de João Galeácio Visconti, primeiro duque de Milão, e sua primeira esposa Isabel de França, filha de João, o Bom. Provavelmente foi nomeada em homenagem a sua bisavó paterna Valentina Dória, esposa de Estêvão Visconti.

## Biografia
Após a morte de parto de sua mãe em 1373, Valentina e seus irmãos foram criados pela avó paterna Bianca de Saboia e tia Violante Visconti. As mortes de seus irmãos Carlo (1374), João Galeácio (1376) e Azzone (1381) deixaram Valentina como a única filha sobrevivente do casamento de seus pais e da condessa soberana de Vertus, um título que dividia com seu esposo.
Em 1380, um casamento foi negociado com o seu primo Carlo Visconti, Senhor do Parma (quarto filho de Barnabé Visconti, Senhor de Milão) e uma dispensa papal foi concedida; no entanto, Barnabé depois anulou o noivado e, em 1382, casou seu filho com uma nobre francesa, Beatriz de Armagnac.
A morte de Barnabé em 1385 deixou João Galeácio como o único governante da herança dos Visconti, e com isso o estado de Valentina mudou consideravelmente. Neste ponto, o novo Senhor de Milão abriu negociações com o Rei Venceslau da Alemanha e Boêmia para um casamento entre Valentina e seu meio-irmão João de Görlitz; ao mesmo tempo, ele também negociou uma união com Luís II de Anjou, rei titular de Nápoles (que naquele momento estava prometida a Lúcia Visconti, uma das filhas de Barnabé). No entanto, [[Maria de Blois, Duquesa Viúva de Anjou, finalmente, cancelou as negociações, e, em seguida, João Galeácio voltou sua atenção para o seu sobrinho por casamento Luís, Duque de Touraine, segundo filho do rei Carlos V de França e irmão do reinante Carlos VI. O rei Venceslau tomou conhecimento do casamento duplo de João Galeácio, e rompeu as negociações com uma carta cheia de insultos, deixando Luís o único pretendente de Valentina, sua prima.

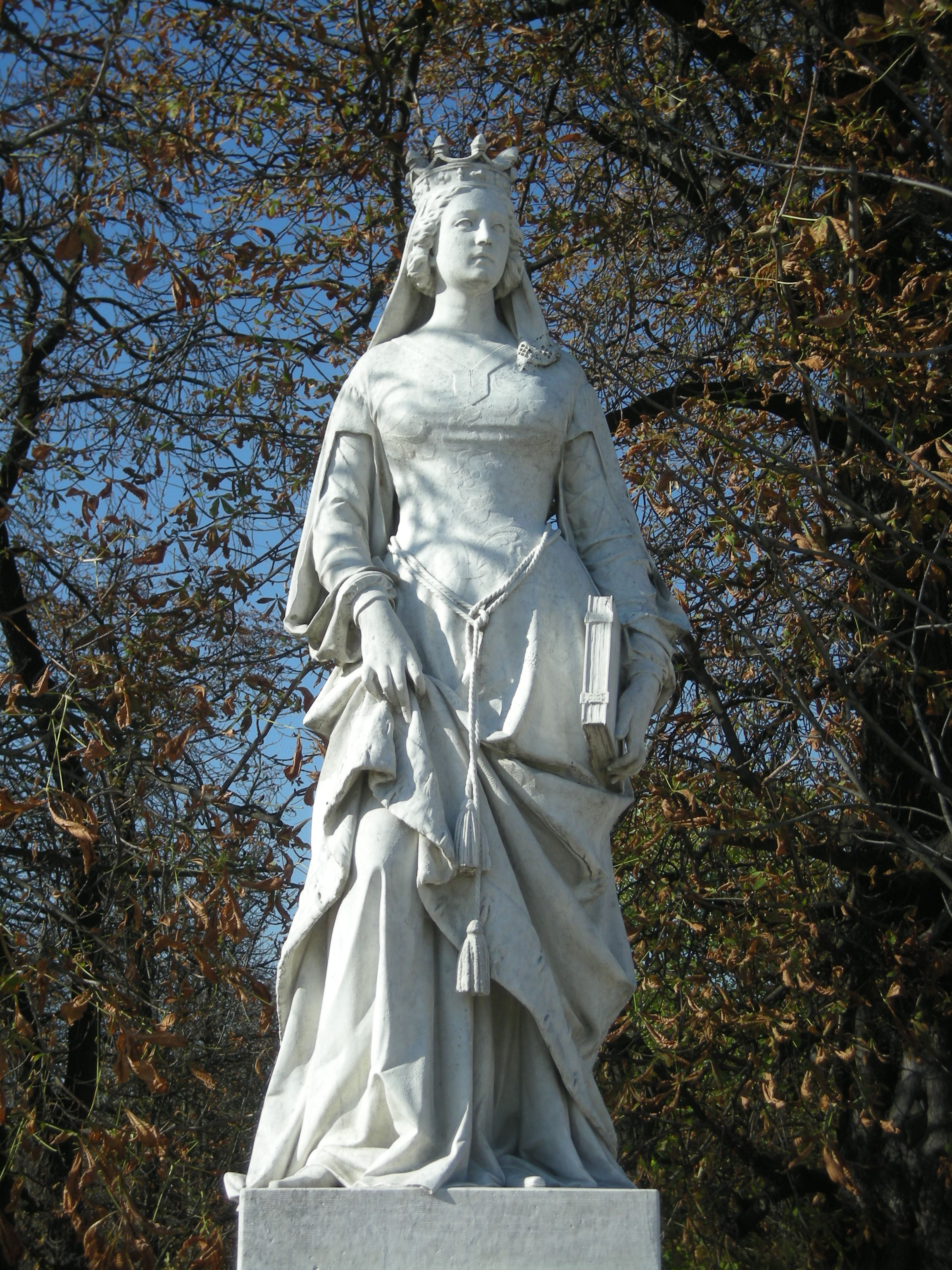
Estátua por Victor Huguenin no Jardim de Luxemburgo, em Paris.

Devido à estreita relação entre os noivos, uma dispensa papal foi concedida em 25 de novembro de 1386, e o contrato de casamento foi assinado em 27 de janeiro de 1387 em Paris. Valentina recebeu como dote o condado de Vertus (que era o dote de sua própria mãe, no momento de seu casamento, em 1348) e a cidade de Asti, com uma quantia de 450 000 florins em dinheiro e 75 000 em jóias. No contrato também foi estipulado que, na ausência de herdeiros masculinos, ela herdaria os domínios da Casa de Visconti. Foi por causa disso, que seu neto Luís XII de França reivindicou o ducado de Milão e embarcou nas Guerras Italianas. O casamento por procuração foi celebrado três meses depois, em 8 de abril, em ambas as cortes milanesa e francesa.
Valentina só poderia deixar Milão para França em 23 de junho de 1389, por causa de "razões de segurança" dadas por seu pai: na verdade, João Galeácio queria alterar o contrato de casamento após a gravidez de sua segunda esposa Catarina Visconti (outra filha de Barnabé) terminar. Somente após o nascimento de seu filho João Maria em 7 de setembro de 1388, que ele se sentir seguro o suficiente para enviar sua filha para a França.

## Casamento e descendência
Escoltada por seu primo paternal Amadeu VII, conde de Saboia e uma comitiva de 300 cavaleiros, Valentina foi finalmente entregue aos enviados de Luís. O casamento formal, teve lugar na cidade de Melun, em 17 de agosto de 1389.
A união produziu oito filhos:
- Um filho (nascido e falecido em Paris, em 25 de março de 1390), enterrado em Paris église Saint-Paul;
- Luís (Paris, Hôtel de Saint-Pol, 26 de maio de 1391 — setembro de 1395), enterrado em Paris Église des Célestins;
- João (setembro de 1393 — Château de Vincennes, depois de 31 de outubro de 1393), enterrado em Paris église des Célestins;
- Carlos, Duque de Orleães (Hôtel royal de Saint-Pol, Paris, 24 de novembro de 1394 — Château d'Amboise, Indre-et-Loire, 4 de janeiro de 1465), pai do rei Luís XII de França;
- Filipe, Conde de Vertus — (24 de junho de 1399 — Château de Cognac, Charente, 30 de abril de 1467);
- João, Conde de Angoulême (Asnières-sur-Oise, Val d'Oise, 21/24 de julho de 1396 — Beaugency, Loiret, 1° de setembro de 1420), avô do rei Francisco I de França;
- Maria (Château de Coucy, Aisne, abril de 1401 — morreu logo após o nascimento);
- Margarida de Orleães (4 de dezembro de 1406 — Abbaye de Laguiche, perto de Blois, 24 de abril de 1466), se casou com Ricardo da Bretanha, Conde de Étampes. Recebeu o Condado de Vertus como dote.

Em 1392 seu marido trocou o Ducado de Touraine pelo Ducado de Orleães; desde então, Valentina foi denominada duquesa de Orleães. Por causa de intrigas na corte de Carlos VI e a inimizade da rainha, Isabel da Baviera-Ingolstadt, Valentina foi exilada da corte e teve que deixar Paris. Havia rumores de que Isabel estava tendo um caso com Luís e que Valentina estava muito perto do rei, que estava mal de saúde mental.
Uma padroeira de Eustache Deschamps, que escreveu a poesia em sua honra, também era a mãe de um dos poetas mais famosos da França, Carlos de Orleães. Luís de Valois foi assassinado por seu primo e rival político João sem Medo, duque de Borgonha em 1407. Valentina sobreviveu com seu marido por apenas um pouco mais de um ano, morrendo em Blois aos 40 anos.
Entre seus descendentes posteriores está o rei Henrique IV de França (1553-1610), fundador da Casa de Bourbon.